# 陳岳 (成化進士)
陳岳（1428年—？），字孟中，福建興化府莆田縣人，明朝政治人物。進士出身。

## 生平
景泰七年（1456年）丙子科福建鄉試第十四名。成化二年（1466年）丙戌科會試第一百二十六名，殿試登進士第二甲第三十二名。官戶部主事。

## 家族
曾祖父陳士中，贈監察御史。祖父陳道潛，曾任監察御史。父亲陳公亮。